# بطولة ويمبلدون 1960
قائمة ببطولات ويمبلدون لسنة 1960:

## فردي رجال
نيل فريجر هزم  رود لافر. النتيجة: 6-4 3-6 9-7 7-5

## فردي سيدات
ماريا بوينو هزمت  ساندرا راينولدز برايس. النتيجة: 8-6, 6-0